# 鄭明進
鄭明進（1932年—），是台灣兒童文學家、童書作家、圖畫書作家、繪本作家，其著有數十本著作。

## 經歷
- 鄭明進之創作展於2013年7月2日開幕[4]。

## 作品

### 繪圖
1. 《十兄弟》。謝新發文，鄭明進圖。王子出版社，1968.10。
2. 《小鯨游大海》。簡光皋文，鄭明進圖。台灣省政府教育廳，1975.07。
3. 《小紙船看海》。林良文，鄭明進圖。將軍出版公司，1976.04。
4. 《小動物兒歌集》。林良文，鄭明進圖。將軍出版公司，1976.04。
5. 《自己編的歌兒》。陳玉珠等詩，鄭明進圖。洪建全教育文化基金會，1977.04。
6. 《邦邦和布布》台中圖書館文，鄭明進圖。台灣省立台中圖書館，1978.05
7. 《新一代幼兒圖畫書第一輯~動物》。鄭明進圖。將軍出版公司，1978.04。
8. 《新一代幼兒圖畫書第一輯~房子》。鄭明進圖。將軍出版公司，1978.04。
9. 《新一代幼兒圖畫書第一輯~汽車》。鄭明進圖。將軍出版公司，1978.04。
10. 《新一代幼兒圖畫書第二輯~太陽》。鄭明進圖。將軍出版公司，1979.04。
11. 《新一代幼兒圖畫書第二輯~水》。鄭明進圖。將軍出版公司，1979.04。
12. 《一棵九枝的老槐樹》朱宏裕文，鄭明進、趙國宗、王碩(曹俊彥)共同插圖。台灣省政府教育廳，1980.11。
13. 《小小童話選》。陳正治編選，鄭明進圖。親親文化，1987.04。
14. 《阿祥的新釣魚竿》。張劍鳴文，鄭明進圖。國語日報社，1987.07。
15. 《一條線》。林蒝文，鄭明進圖。信誼基金會，1988.11。
16. 《小喜鵲的嘆息》。林玉珠文，鄭明進圖。國語日報社，1988.06。
17. 《老鼠偷吃我的糖》。何奕達文，鄭明進圖。信誼基金會，1982.10。
18. 《小河的故事》。鄭明進文，洪德麟圖。光復書局，1990.10。(文字創作，非圖畫創作)
19. 《冰箱裡的食物》。鄭明進文，圖。光復書局，1990.10。
20. 《張小猴買水果》。陳木城文。鄭明進圖。光復書局，1990.10。
21. 《環保小小百科》。美國地球工作團體，鄭明進圖。台灣英文雜誌社，1991.04。
22. 《小蠟燭找光》。柯清心文，鄭明進圖。上誼文化，1994.05。
23. 《稻草人》。林良文，鄭明進圖。行政院農委會，1994.06。
24. 《水景》。林良文，鄭明進圖。行政院農委會，1994.06。
25. 《寶弟想長大》。潘人木文，鄭明進圖。光復書局，1994.08。
26. 《詩畫水果》。宋致賢等小朋友詩，鄭明進封面及版型設計。行政院農委會，1996.09。
27. 《一條流到我家裡的河》。陳木城文，鄭明進圖。行政院農委會，1998.12。
28. 《看地圖發現台灣好物產》。馬景賢文，鄭明進圖。行政院農委會，1999.06。
29. 《少年遊龍宮》。陳月文、林茹茵文，鄭明進圖。知行文化，1999.12。
30. 《森林國土保安》。李遠欽文、攝影，鄭明進圖。行政院農委會，2000.12。
31. 《安徒生童話精選集──人魚公主》。安徒生文，任溶溶譯，鄭明進圖。民生報社，2005.04。
32. 《小紙船看海》。林良文，鄭明進圖。民生報社，2006.06。
33. 《小動物兒歌集》。林良文，鄭明進圖。民生報社，2006.06。
34. 《花和蝴蝶》。林煥彰文，鄭明進圖。民生報社 2007.11。
35. 《牛墟》。林良文，鄭明進圖。青林國際出版，2007.11。
36. 《請到我的家鄉來》。林海音文，鄭明進圖。小魯文化，2007.11。
37. 《十兄弟》。沙永玲編著，鄭明進圖。小魯文化，2010.02。
38. 《烏龜娶親》。李雀美文，鄭明進圖。小魯文化，2011.12。
39. 《我的家鄉真美麗》。馬景賢文，鄭明進圖。小魯文化，2012.06。

### 撰文與繪圖
1. 《○□Δ找朋友》。鄭明進撰文、繪圖、設計。台灣省政府教育廳，1994.06。
2. 《我會看，我會畫！》。鄭明進文、圖。信誼基金會，1996.03。
3. 《洪通繪畫‧無師自通》。鄭明進文、圖。青林國際出版，2005.11。